# Chlapcův kouzelný roh
Chlapcův kouzelný roh : staré německé písně (německy Des Knaben Wunderhorn : Alte deutsche Lieder) je sbírka německých lidových písní, kterou uspořádali Achim von Arnim a Clemens Brentano. Sbírka vyšla ve třech dílech v letech 1806–1808.

## Historie
Písně sebrali romantičtí básníci Achim von Arnim a Clemens Brentano se svými spolupracovníky. Písně byly zaznamenány z ústní tradice nebo ze starých zpěvníků, tisků, básní starších básníků z 16.–18. století, kramářských písní a dalších zdrojů. Jedná se tedy o písně nejen lidové ale i zlidovělé. Najdeme zde balady, moritáty, ohlasy mistrů pěvců z 15. století, lidové písně ze 16. století, pologalantní pastýřskou poezii, barokní legendy, katolické i evangelické kostelní zpěvy, milostnou poezii, vojenské a tovaryšské písničky a také dětské, buřičské a žertovné písně.
Sami sběratelé tyto písně upravovali, měnili, přidávali celé sloky a v některých případech přidávali vlastní básně na lidové motivy.
Sběratelé ve svém romantickém nadšení doufali, že sbírka povede ke sjednocení německého národního smýšlení.

### Přijetí díla
Velmi pochvalnou recenzi dílu věnoval Johann Wolfgang Goethe. Jiní kritici však sbírce vytýkali úpravy děl (Johann Heinrich Voss) nebo zařazení nepravých či brakových děl (Friedrich Schlegel). Jiní nesdíleli romantický obdiv k lidové poesii, kterou považovali za barbarskou (Georg Wilhelm Friedrich Hegel). Sbírka nicméně ovlivnila další básníky, jako byli Wilhelm Müller, Hoffmann von Fallersleben, Heinrich Heine a řada dalších.

## Česká vydání
- 1980, Chlapcův kouzelný roh : výbor, překlad Jindřich Pokorný, Odeon, Praha[2]

## Zhudebnění
Několik textů zhudebnil v letech 1887–1896 Gustav Mahler jako stejnojmenný cyklus písní s doprovodem klavíru nebo orchestru.